# Musée départemental d'art ancien et contemporain

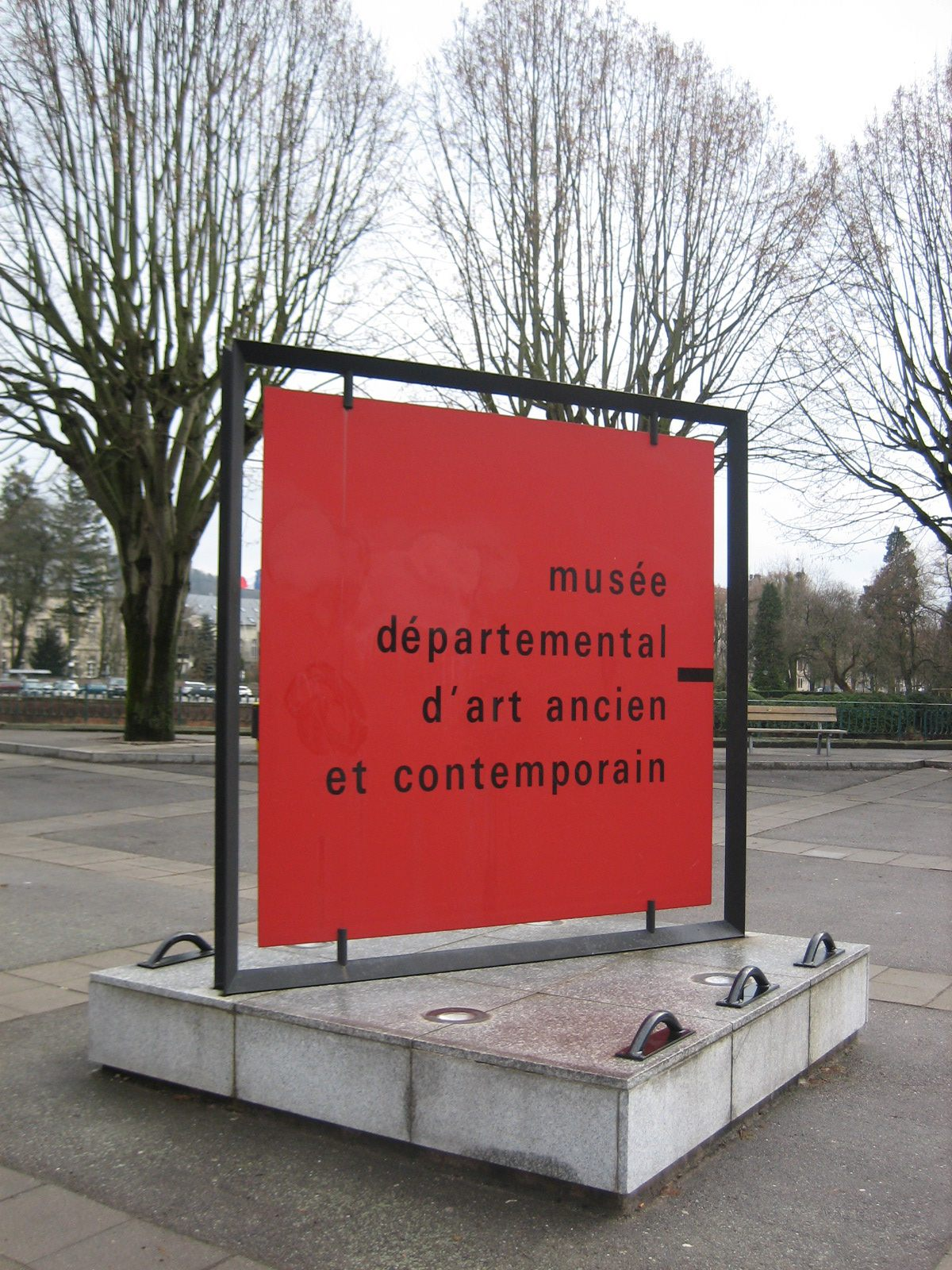
Panneau devant le musée.

Le musée départemental d'Art ancien et contemporain (MUDAAC) est le principal musée de la ville d'Épinal, dans le département des Vosges. Il rassemble environ trente-trois mille œuvres d'art de toutes natures et époques, notamment des chefs-d'œuvre de la peinture européenne.

## Historique
Le conseil général des Vosges décide d'ériger le musée départemental en 1822 pour abriter la collection des princes de Salm, saisie comme biens nationaux en 1793 ; les travaux commencés en 1823 furent achevés en 1828, date de l'ouverture du musée. Il est situé sur la pointe amont sud d'une île formée par deux bras de la Moselle. À cet emplacement existait au XVIe siècle un cimetière, puis en 1632 on y fonde l'ancien hôpital Saint-Lazare. 
En 1822, le département des Vosges fait des aménagements dans l'ancien hospice, désaffecté depuis vingt-cinq ans, pour y établir un musée. En 1871, le Conseil général des Vosges fait rénover une salle de vingt mètres de long, utilisée pour des cours de dessin, pour y installer des bas-reliefs et autres sculptures provenant d'anciens édifices. Puis on ajoute une galerie et une cour intérieure.
La première collection fut offerte par le duc de Choiseul-Stainville en 1829 ; elle comprenait notamment Job raillé par sa femme, le chef-d'œuvre de Georges de La Tour. Le musée fut aussi construit afin de conserver la prestigieuse collection de peintures et sculptures des princes de Salm confisquée lors de la Révolution française. D'autres donations ont enrichi le musée au fil des ans.
Le bâtiment a été remodelé en 1992 avec une architecture audacieuse aux volumes multiples. Les architectes retenus par le conseil départemental des Vosges, à la suite du concours national, sont Pierre-François Codou, Franck Hindley, Serge Caillaud, (Paris) et Jean-Jacques Guyot (Nancy). Une verrière transversale laisse pénétrer la lumière du jour et des passerelles offrent des vues privilégiées sur les salles avoisinantes et les différents étages. Les anciens murs englobés dans le nouvel édifice créent le lien entre l'art ancien et la collection d'art contemporain. 
Pour célébrer les 25 ans de cette rénovation, une nouvelle mise en scène muséale nommée Trésors retrouvés, nouveaux parcours permanent Beaux-Arts est inaugurée le 24 novembre 2017 faisant entrer de nouvelles technologies au service des visiteurs du musée.

## Collections
Parmi les nombreux tableaux de la collection de peinture se distinguent plusieurs œuvres remarquables : notamment la Mater dolorosa de Rembrandt, le Job raillé par sa femme de Georges de La Tour et L'Embarquement de sainte Paule à Ostie de Claude Gellée dit Le Lorrain. D'autres grands maîtres des XVIIe et XVIIIe siècles sont aussi présents : Jan Brueghel l'Ancien, L'Albane, Simon Vouet, Claude Vignon, Pierre Mignard, Jacques Stella, Paul Bril, Hendrick van Balen, Jan van Goyen, Frans Francken II, Jan Miense Molenaer, Jacob van Ruisdael, Laurent de La Hyre (Mercure et Hersé, 1649), Antoine Coypel, Salvator Rosa, Nicolas de Largillierre, Sebastiano Ricci, Alexandre-François Desportes, François Lemoyne, Giovanni Paolo Panini, Hubert Robert. Il abrite également une copie de La Joconde.
Pour la collection d'art du XIXe siècle on remarque notamment une peinture de Maximilien Luce et des paysages d'Antoine Dutac.
La collection d'art contemporain permet de découvrir les grandes tendances de l'art actuel, pop art, minimalisme, l'Arte Povera ou encore le nouveau réalisme ou des œuvres du peintre grec Alkis Pierrakos. Le Grand nu n°III d'Helmut Newton peut y être admiré ainsi que The ram (le bélier) de Daniel Spoerri ou encore des œuvres de Sigmar Polke, Christian Boltanski, Philippe Cazal, Tony Cragg, Jean Couy, Louis Marchand des Raux, André Jordan, etc.
Les collections d'archéologie documentent plusieurs millénaires d'années de présence humaine dans la région lorraine dont de nombreux objets des époques celtiques, gallo-romaines provenant de sites vosgiens (Grand, Soulosse, Le Donon) et de l'époque mérovingienne.
Le musée conserve également des témoignages de l'art populaire, des cires habillées nancéiennes du XVIIIe siècle et une riche collection de numismatique.

## Conservateurs
Liste des conservateurs :
- 1822-1832 : Jean-Antoine Laurent
- 1832-1877 : Jules Laurent
- 1878-1899 : Félix Voulot
- 1899-1905 : Paul Chevreux
- 1905-1944 : André Philippe
- 1946-1952 : Henri Guingot
- 1953-1974 : André Jacquemin
- 1975-2000 : Bernard Huin
- 2001-2004 : Matthieu Gilles
- 2004-2007 : Jérôme Fabiani
- 2007-2012 : Philippe Bata
- 2013 : Nadine Berthelier
- 2013-2024 :Thierry Dechezleprêtre
- Depuis septembre 2024: Amandine Delbart

Le peintre Jean-Antoine Laurent, originaire de Baccarat sera le premier à occuper le poste de conservateur de 1822 à sa mort dix ans plus tard. Son fils Jules Laurent prendra sa suite. Il développera la collection numismatique du musée et tiendra son poste jusqu'en 1877. L’archéologue et professeur Félix Voulot, à qui l'on doit de nombreuses parutions dans les bulletins de la Société philomatique vosgienne, exerce la fonction jusqu'en 1882.

### Galerie

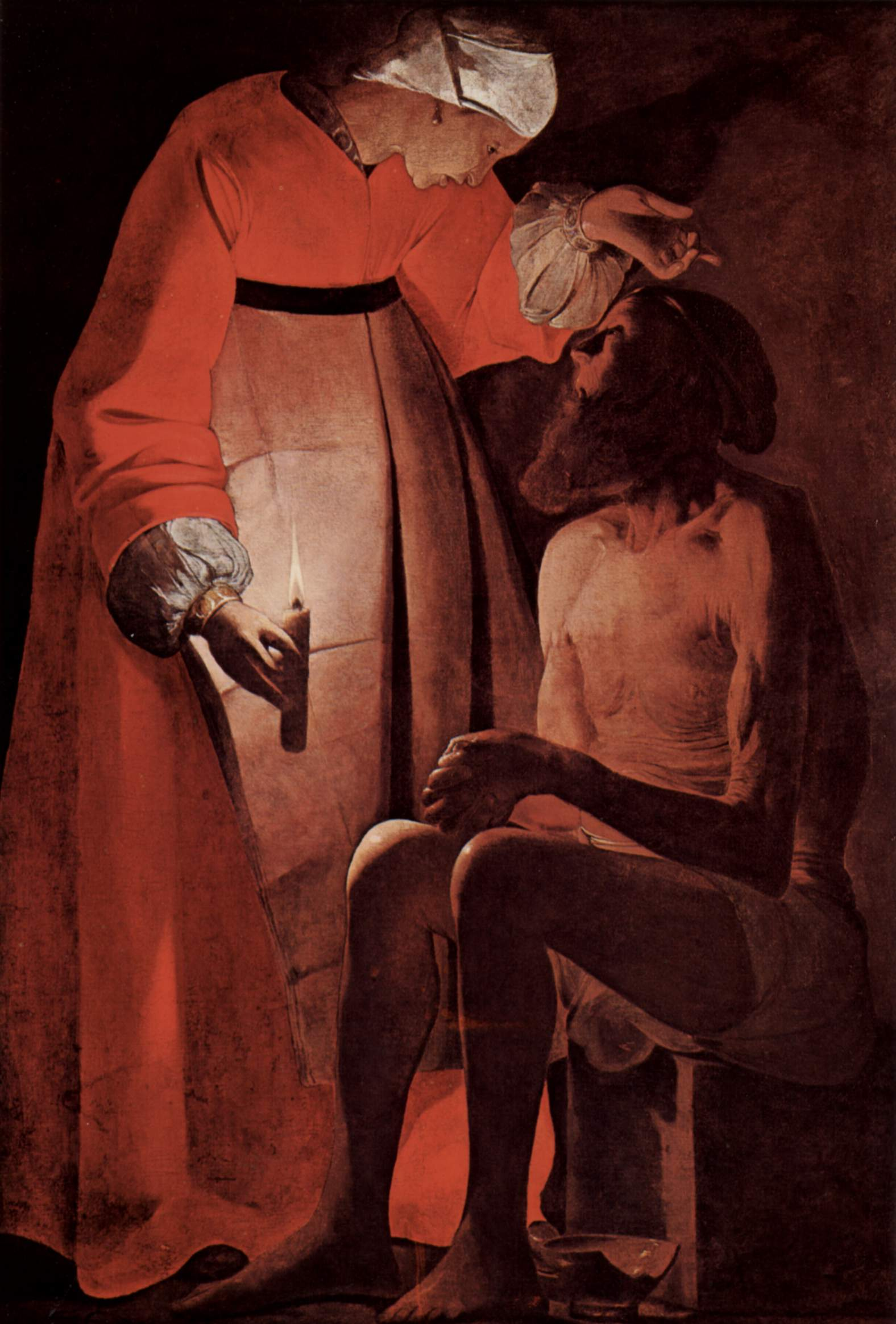
Job raillé par sa femme, Georges de La Tour.
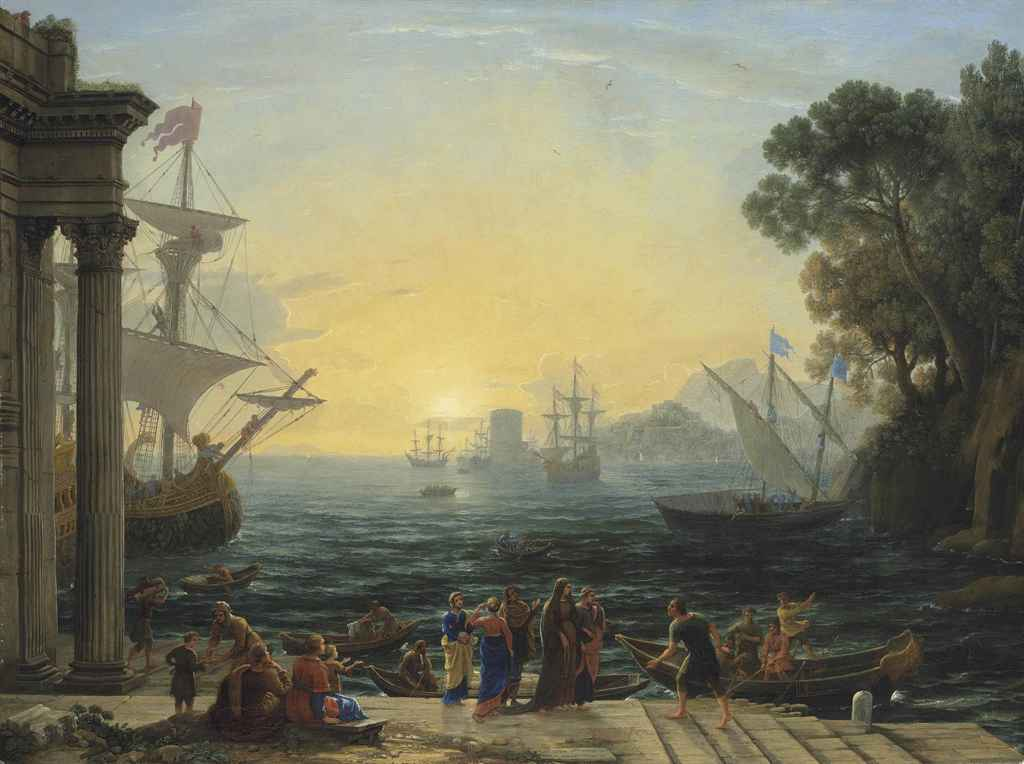
L'Embarquement de sainte Paule à Ostie, Claude Gellée, vers 1650.
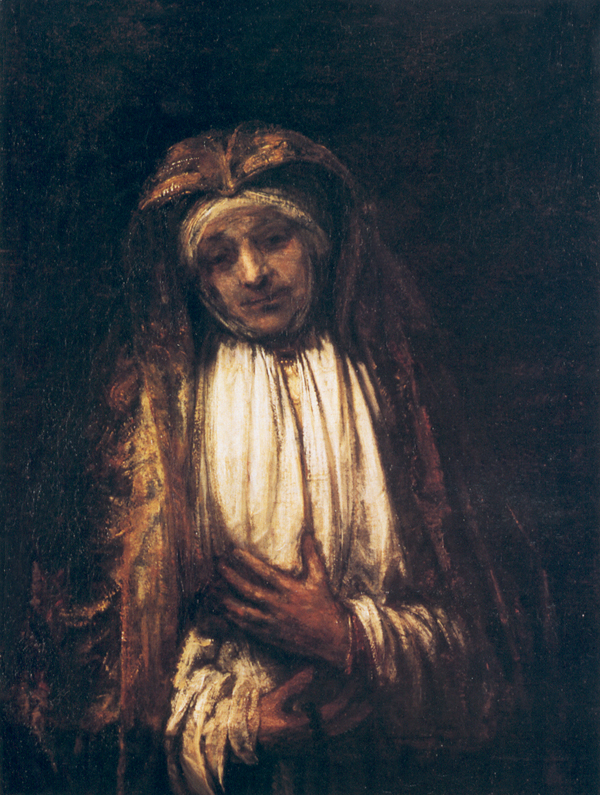
Mater dolorosa, Rembrandt, vers 1661.
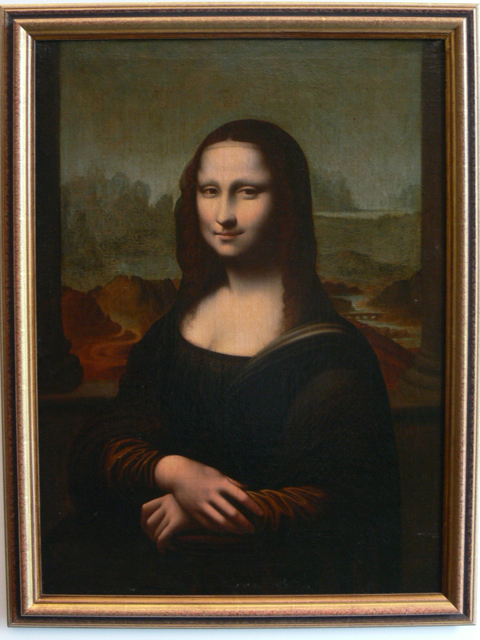
Copie du XVIIe siècle de La Joconde.
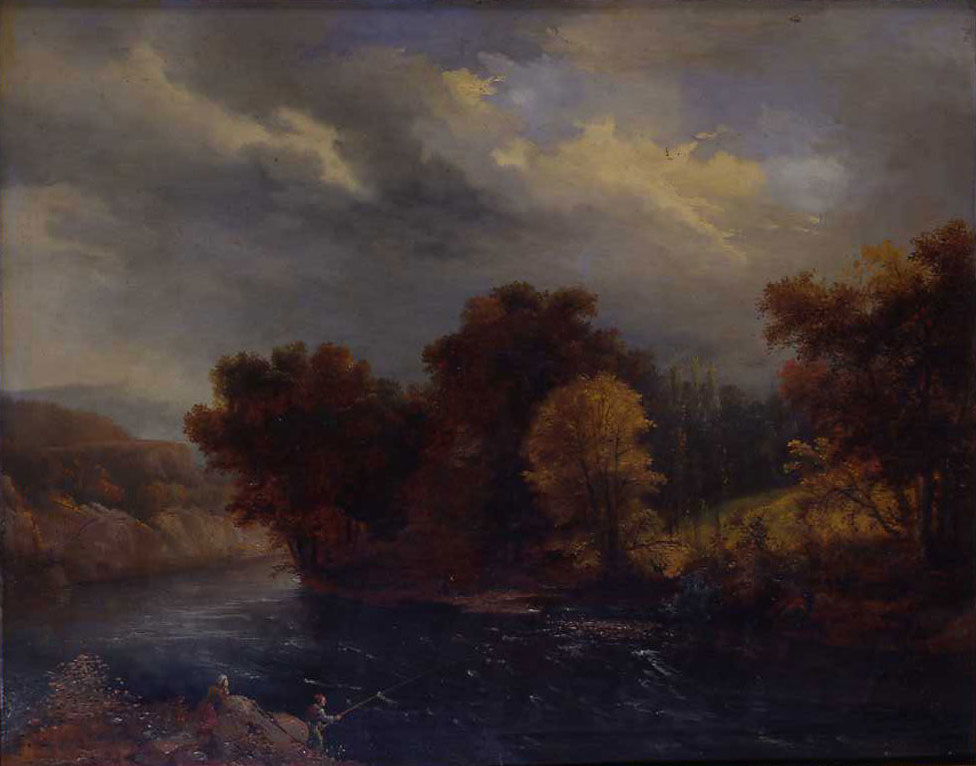
Bord de la Moselle près d'Epinal sur la route d'Archettes, Antoine Dutac.